# Saint-Aubin-Celloville
Saint-Aubin-Celloville è un comune francese di 987 abitanti situato nel dipartimento della Senna Marittima, nella regione della Normandia.

## Società

### Evoluzione demografica
Abitanti censiti